# Dialetto francese del Québec
Il francese del Québec o francese quebecchese (nome nativo français du Québec o français québécois) è la varietà principale del francese canadese: altre varietà sono il francese acadiano, il francese meticcio, il francese di Terranova e il francese brayon, per un totale di 7 817 655 locutori. Il francese quebecchese è parlato soprattutto dai francofoni del Québec ma anche dalle minoranze francofone dell'Ontario e del Manitoba.
Dato che il Québec rappresenta il cuore del Canada francese nonché, più in generale, dell'America francofona, le definizioni "francese del Québec" e "francese canadese" sono spesso utilizzate come sinonimi, sebbene il primo sia solo una varietà, certo quella di gran lunga dominante dal punto di vista numerico, del secondo, che invece si riferisce più in generale al francese parlato da tutti i francofoni del Canada a prescindere dalla provincia di appartenenza e dalla varietà, sia essa quebecchese o acadiana.
Il francese del Québec è, come risulta ovvio dal nome, la varietà di francese propria dell'omonima provincia canadese, sebbene esso sia parlato anche nel Nuovo Brunswick (dove convive accanto alla varietà acadiana), dai francofoni dell'Ontario, dalle comunità di lingua francese sparse nel Canada occidentale nonché dalle piccole comunità francofone degli Stati del Maine, New Hampshire e Vermont.

## Storia del francese in Québec e in Canada

### La Nuova Francia
Il francese parlato in Canada ha le sue origini nel francese sei-settecentesco parlato dai coloni che si stabilirono in quella che veniva allora chiamata Nuova Francia, i quali provenivano principalmente dalla Francia settentrionale e parlavano quindi le varietà regionali proprie di quelle aree geografiche.
Sul suolo nordamericano il francese venne a contatto con le lingue parlate dai nativi, e iniziò ad inglobare da tali idiomi una serie di termini, come lo stesso nome "Canada", che designavano elementi, come flora e fauna, peculiari della realtà locale e che quindi non avevano un corrispettivo nella lingua francese originaria. Sempre l'influsso della realtà locale ha lasciato nel francese altre tracce particolari, come ad esempio l'uso dei termini "embarquer" e "débarquer" anche per indicare l'atto di salire o scendere da un'auto o da un treno, retaggio dell'importanza che avevano le navigazioni marittime e fluviali nell'originaria economia coloniale. 

Estensione del Québec amministrativo

### Sotto la dominazione inglese
Con la sconfitta della Francia nella Guerra dei sette anni e il conseguente passaggio delle colonie francesi del Nordamerica all'Inghilterra, iniziò per il Québec un periodo di isolamento dall'originaria madrepatria a cui fece ovviamente da contraltare un isolamento delle rispettive varietà linguistiche, che così iniziarono a evolversi separatamente e a sviluppare caratteristiche peculiari. In questo processo il francese parlato nel Québec si rivelò più conservatore e mantenne alcune pronunce, parole e espressioni che sarebbero in seguito scomparse in Europa.
Nel 1774 il Quebec Act concedeva ai discendenti dei coloni francesi il diritto all'uso della lingua francese, alla professione della religione cattolica e al mantenimento delle consuetudini giuridiche francesi: tale conquista portò la comunità francofona a ripiegarsi su sé stessa, cosa che pur aggravandone l'arretratezza e lo svantaggio economico, ha paradossalmente contribuito in modo decisivo alla sopravvivenza della lingua francese in Nordamerica evitando un altrimenti probabile processo di assimilazione linguistica e culturale alla nuova classe dominante anglofona.
Questo processo si accentuò a partire dalla fine dell'Ottocento, quando con l'inizio dell'industrializzazione del Québec, il potere economico si concentrò sempre di più nelle mani della minoranza anglofona mentre tutti i rapporti economici con le altre province canadesi e con gli Stati Uniti venivano condotti esclusivamente in inglese. Lo stesso accadeva per le comunicazioni all'interno del governo federale e tra il governo federale e quello provinciale del Québec, anch'esse condotte in inglese. Sempre in questo periodo aumentò l'immigrazione anglofona dall'Irlanda e dalla Gran Bretagna, diretta soprattutto verso la città di Montréal, che sebbene rimanesse una città abitata prevalentemente da francofoni in questo periodo iniziò ad apparire visivamente come una città anglofona per via delle insegne dei negozi, dei manifesti pubblicitari e non, dei nomi di strade e così via, tutti scritti in inglese.
Fu in questo momento che il francese in Canada iniziò a prendere in prestito dall'inglese termini nel campo dell'amministrazione, della legge, dell'economia, dell'industria, dal momento che questi settori erano completamente in mano alla minoranza anglofona della provincia e non si erano in tal modo potuti sviluppare termini francesi atti a designare nuove cose e concetti in quei campi. Al contempo iniziò un'emigrazione dei francofoni del Québec verso il confinante stato della Nuova Inghilterra: tali emigranti nel momento in cui tornavano in patria contribuivano a diffondervi termini inglesi appartenenti ai settori lavorativi (prevalentemente industria tessile e del legname) in cui avevano prestato manodopera.
Le cose iniziano a cambiare tra la fine della prima guerra mondiale e gli anni cinquanta: in questo periodo inizia una profonda modernizzazione del Québec e prende l'avvio l'emancipazione della sua popolazione francofona. Iniziano ad essere prodotte e diffuse trasmissioni radiofoniche e televisive in francese e se fino ad allora parole inglesi erano entrate massicciamente nell'uso parlato, iniziano ora ad apparire i primi sforzi di coniazione di neologismi in francese, che trovano un esempio simbolicamente importante nell'introduzione di una terminologia francese per il gioco dell'hockey su ghiaccio, uno degli sport nazionali del Canada.
Tuttavia negli anni successivi alla seconda guerra mondiale inizia anche un'intensa immigrazione verso il Québec da parte di allofoni, che si assimilavano in larga parte alla comunità di lingua inglese essendo questa quella che teneva in mano le chiavi dell'economia e del potere.

### LaRévolution tranquillee laCharte de la langue française
Gli anni Sessanta sono gli anni della Révolution tranquille, ovvero della presa di coscienza da parte dei canadesi francofoni e della rivendicazione della dignità della propria lingua e del proprio diritto a usarla in ogni campo della comunicazione, personale e professionale, nonché di vederla usata a livello del governo federale. È in questi anni che inizia a crescere il tasso di istruzione presso i francofoni e che viene fondato l'Ufficio quebecchese della lingua francese (Office québécois de la langue française), con lo scopo di preservare e promuovere la lingua e di coniare neologismi che potessero sostituire efficacemente i prestiti dall'inglese. Tali trasformazioni coinvolsero anche le comunità francofone fuori dal Québec, dove per la prima volta iniziarono ad essere aperte scuole secondarie in lingua francese, non senza che questo creasse ostilità e tensioni con parte della popolazione anglofona canadese.
Negli anni settanta del '900 il governo federale, prendendo atto delle crescenti tensioni a cui stava portando la situazione, iniziò a stabilire una serie di misure per rendere effettivo il bilinguismo del paese nei servizi pubblici di livello federale, nelle pubblicazioni ufficiali e nell'etichettaggio e imballaggio dei prodotti canadesi.
Il Québec dal canto suo ha iniziato a reclamare sempre più a gran voce il suo diritto ad essere una provincia esclusivamente francofona, dotandosi nel 1977 della Charte de la langue française (conosciuta anche come legge 101) che riconosce al francese il ruolo di unica lingua ufficiale della provincia e ne favorisce l'uso a scapito dell'inglese in tutti i campi della vita pubblica, compresi l'istruzione e l'ambiente lavorativo nonché il suo insegnamento ai nuovi immigranti allofoni, che fino ad allora si assimilavano quasi esclusivamente alla comunità anglofona.
Contemporaneamente Montréal, la métropole, riprendeva il suo aspetto di città francofona, con la sostituzione del francese all'inglese nelle insegne, nei manifesti, nei segnali stradali e con l'entrata in vigore della disposizione di legge che prevede che nel caso di scritte bilingui il testo in francese debba apparire per primo e in caratteri più grandi rispetto a quello in inglese.

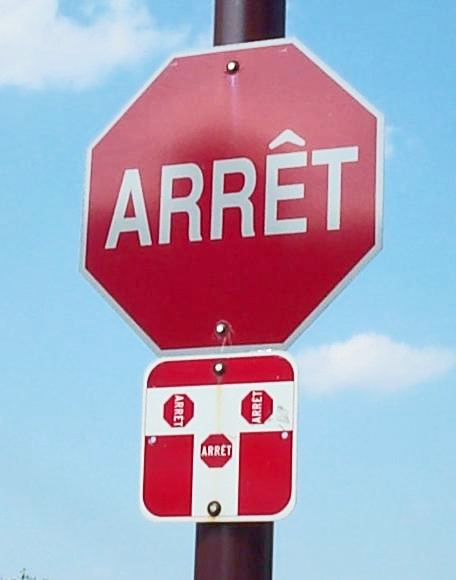
Un segnale di stop monolingua in francese

Oggi il problema dell'assimilazione dei francofoni (in seguito ad esempio a matrimoni misti) e degli immigrati allofoni alla lingua inglese è stato fortemente arginato, tanto che è la minoranza anglofona della provincia a far registrare negli ultimi tre decenni un lento ma costante declino numerico (oggi rappresenta il 7,9% della popolazione provinciale), dovuto sia alla scelta di parte degli anglofoni di trasferirsi in una delle province canadesi di lingua inglese, sia all'assimilazione attuale della grande maggioranza degli immigrati alla lingua francese, cosa impensabile solo pochi decenni or sono. Dagli anni ottanta in poi si sono inoltre registrate le prime esportazioni di prodotti culturali canadesi francofoni (musica, film, programmi televisivi, pubblicazioni ecc.) nonché di neologismi (vedi più sotto il caso del termine "courriel") verso altre regioni della francofonia e del pianeta.

## Francese del Québec e francese di Francia
Il rapporto che sussiste tra il francese canadese e quello di Francia (o français métropolitain, francese metropolitano) è simile a quello che differenzia l'inglese britannico da quello americano: si tratta quindi di due varietà perfettamente comprensibili l'una con l'altra ma al contempo caratterizzate da una serie di particolarità e sfumature proprie.
Le peculiarità che caratterizzano il francese canadese sono:
- l'accento caratteristico e una pronuncia peculiare che denasalizza le vocali nasali del francese europeo e pronuncia in modo più aperto le vocali chiuse.
- uso di parole che non esistono nel francese europeo in quanto legate a realtà prettamente canadesi, ad esempio il verbo "raquetter", che significa "camminare sulla neve con le racchette".
- l'uso diverso dei pronomi nel linguaggio parlato (in Canada il "tu" è usato molto più spesso del "vous" rispetto a quanto accade in Europa, anche nel rivolgersi a persone estranee o nel rapporto con i clienti o con i commessi e camerieri)
- raramente, la denominazione degli anni: in Québec, per esempio, 1960 viene letto "dix-neuf-soixante" mentre in Europa si dice "dix-neuf-cents soixante"
- la presenza di vari arcaicismi, residui del francese parlato dai primi coloni (ad esempio la parola "char", che in Europa indica solo il carro, mentre in Canada indica anche l'automobile)
- il rapporto con gli anglismi. È luogo comune che il francese canadese sia imbevuto di anglismi. Ciò è in parte vero, soprattutto nella lingua parlata quotidiana, ed è il risultato naturale di secoli di storia di vicinanza tra queste due lingue in Nordamerica. Da questo punto di vista più che l'uso di termini inglesi puri è ravvisabile piuttosto un numero di vocaboli che costituiscono calchi sull'inglese: ad esempio la marmotta, marmotte in francese europeo, prende il nome di siffleur, da siffler , fischiare, come calco dall'inglese whistler, l'avverbio "éventuellement" è usato nella stessa accezione dell'inglese "eventually" (finalmente, alla fine) e non nel senso di "forse", "possibilmente" come in Europa. Nonostante ciò, la forte coscienza di costituire una minoranza all'interno di un continente in gran parte anglofono ha fatto sì che a un certo punto diventasse forte la volontà dei canadesi francofoni di mantenere la loro lingua il più possibile pura e priva di anglismi gratuiti al fine di preservare la propria identità e evitare l'assimilazione; ciò fa sì che negli ultimi tre decenni il Québec si sia fortemente impegnato nella promozione di un francese puro e corretto, proponendo anche numerosi neologismi che a volte prendono piede anche in Europa (è il caso ad esempio del termine courriel che designa l'e-mail e che è stato creato nella lingua francese del Québec (e promosso dall'Ufficio) contraendo le parole courrier, posta, e électronique, elettronica, e che è ormai entrato nell'uso e spesso preferito anche in Europa alla parola coniata in Francia mél, contrazione di message électronique, la quale quando è pronunciata e non scritta suona ambiguamente molto simile alla parola inglese corrispondente).

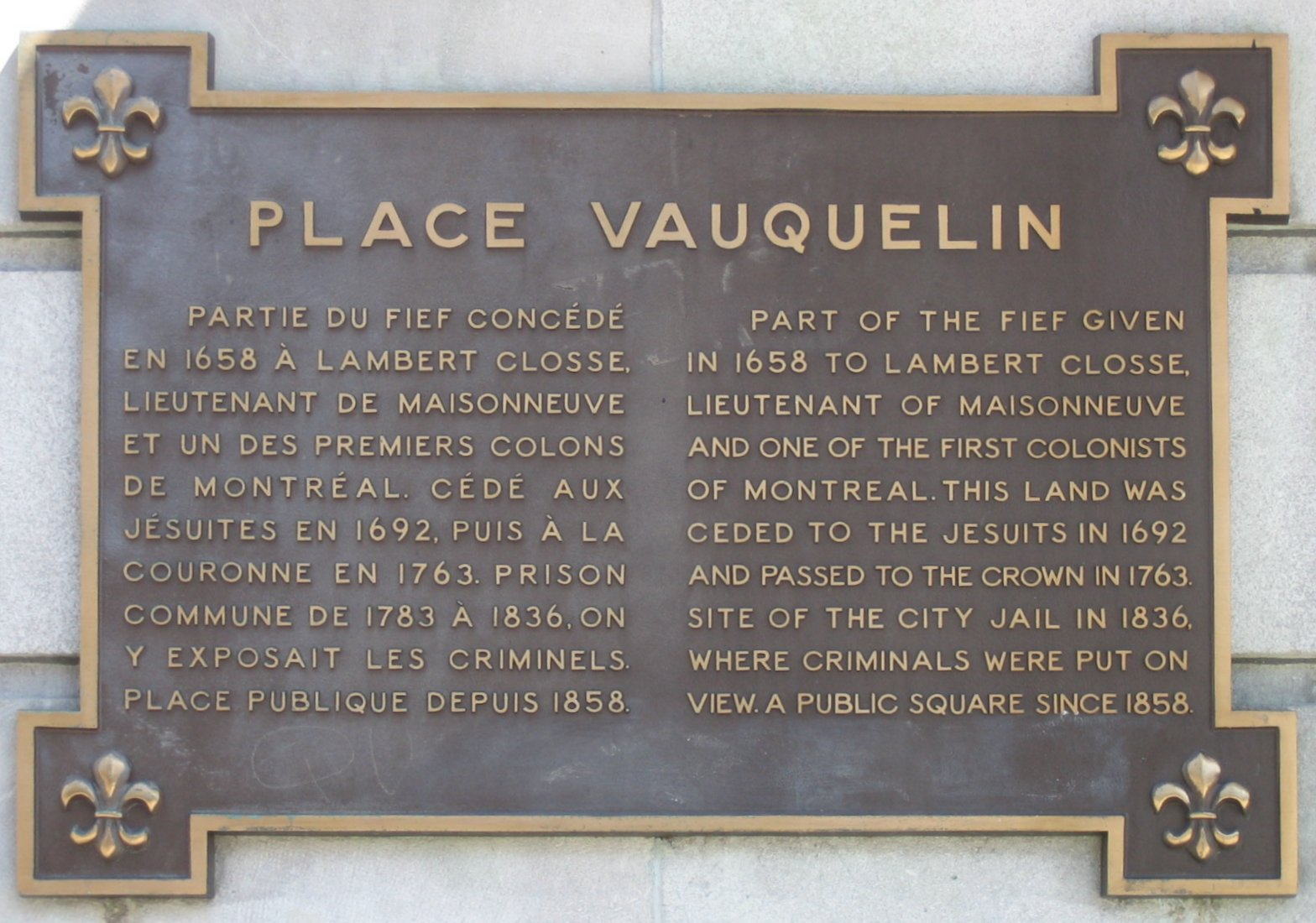
Una targa commemorativa bilingue a Montréal.

Nonostante queste differenze non sussistono particolari problemi di comprensione tra locutori delle due varietà: a causare qualche problema comunicativo non sono mai l'accento o le differenze di pronuncia (almeno entro certi limiti), ma semmai l'uso di espressioni idiomatiche e vocaboli peculiari o appartenenti al gergo. 
I film e i programmi televisivi provenienti dal Québec vengono talvolta sottotitolati se trasmessi in Francia: questo perché se il linguaggio moderatamente formale di un programma televisivo o radiofonico di attualità non pone particolari problemi di comprensione, i film e le sit-com possono al contrario presentare dialoghi ricchi di espressioni idiomatiche e vocaboli gergali che non sarebbero comprensibili in Europa. Questa sottotitolatura viene considerata da alcuni quebecchesi come offensiva, quasi non parlassero un francese corretto e comprensibile; tuttavia gli stessi quebecchesi devono ammettere che a loro volta non sempre capiscono le espressioni idiomatiche e il gergo del francese europeo. 
Bisogna comunque dire che questa situazione, più accentuata fino a qualche tempo fa, sta oggi sfumando in seguito all'uscita del Canada francofono dal suo isolamento: il Québec ha oggi iniziato a produrre ed esportare prodotti culturali verso l'Europa, e gli scambi di film, programmi televisivi, musica e libri tra i paesi francofoni occidentali si è intensificato, portando come conseguenza una migrazione di parole ed espressioni da una sponda all'altra dell'Atlantico e a una più fluida reciproca comprensione.